# Freek Golinski
Freek Golinski (Leuven, 19 juni 1991) is een Belgisch badmintonspeler. 

## Levensloop
Golinski werd in totaal zestien keer Belgisch kampioen, waarvan vier keer in het 'gemengd dubbel' en twaalf keer in de 'heren dubbel'.  In de 'heren dubbel' werd hij zevenmaal samen met Matijs Dierickx Belgisch kampioen (2011 en 2013-2018), eenmaal met Elias Bracké (2019) en viermaal met Patryk Szymoniak (2021-2025).
Daarnaast behaalde hij met Dierickx vier internationale tornooizeges bij de elite en was het duo tweemaal finalist. In 2017 bereikte het duo daarnaast ook de kwartfinale van het Europees kampioenschap. Ook nam het duo deel aan de Europese Spelen van 2015.

## Palmares

### BWF International Challenge/Series
Heren dubbel
| Jaar | Toernooi               | Partner         | Tegenstanders                      | Score               | Resultaat |
| ---- | ---------------------- | --------------- | ---------------------------------- | ------------------- | --------- |
| 2012 | Polish International   | Matijs Dierickx | Lukasz Moren Wojciech Szkudlarczyk | 13-21, 9-21         | Zilver    |
| 2014 | Iceland International  | Matijs Dierickx | Martin Campbell Patrick MacHugh    | 15-21, 21-12, 14-21 | Zilver    |
| 2014 | Peru International     | Matijs Dierickx | Christian Christianto Hock Lai Lee | 17-21, 21-19, 21-13 | Goud      |
| 2015 | Mercosul International | Matijs Dierickx | Phillip Chew Sattawat Pongnairat   | 21-13, 8-21, 21-19  | Goud      |
| 2016 | Jamaica International  | Matijs Dierickx | Alwin Francis Tarun Kona           | 21-19, Opgave       | Goud      |
| 2017 | Slovenia International | Matijs Dierickx | Jeppe Bay Rasmus Kjær              | 21-13, 21-16        | Goud      |